# Dipartimento di Famaillá (Tucumán)
Famaillá è un dipartimento collocato al centro della provincia argentina di Tucumán, con capitale Famaillá.
Confina a nord con il dipartimento di Lules, a est con il dipartimento di Leales, a sud con il dipartimento di Monteros e a ovest con il dipartimento di Tafí Viejo.
Secondo il censimento del 2001, su un territorio di 427 km², la popolazione ammontava a 30.951 abitanti.